# (37571) 1989 UE1
1989 UE1 (asteroide 37571) é um asteroide da cintura principal. Possui uma excentricidade de 0.23537770 e uma inclinação de 1.50734º.
Este asteroide foi descoberto no dia 25 de outubro de 1989 por Yoshiaki Oshima em Gekko.